# Les Damps
Les Damps è un comune francese di 1 255 abitanti situato nel dipartimento dell'Eure nella regione della Normandia.

## Società

### Evoluzione demografica
Abitanti censiti